# Jens Scheiblich

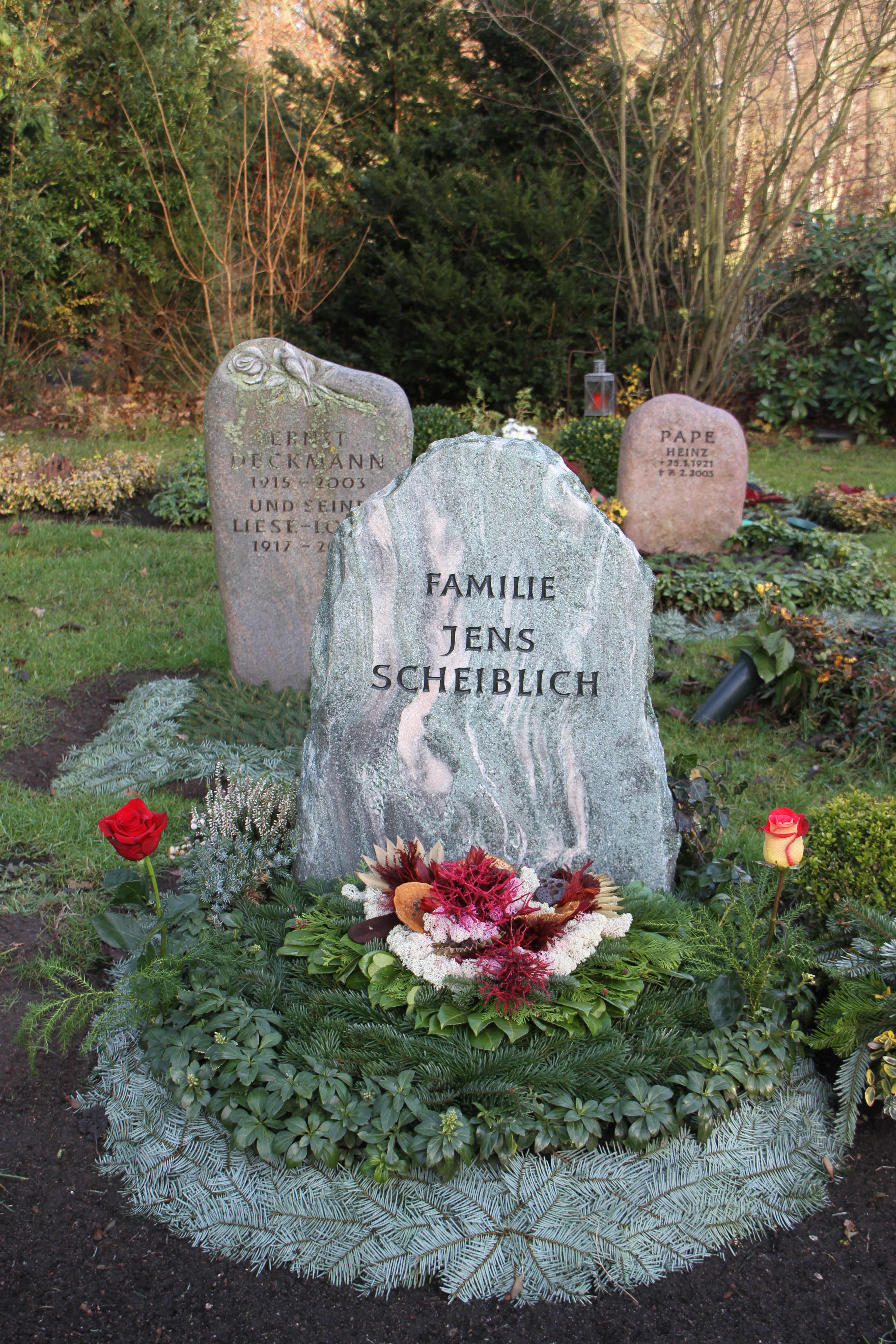
Grabstein von Jens Scheiblich, 2011

Jens Scheiblich (* 2. November 1942 in Hamburg; † 25. Dezember 2010 ebenda) war ein deutscher Schauspieler.

## Leben
Nach seinem Abitur 1962 ging er zur Bundeswehr und beendete seinen Dienst dort 1964 als Leutnant der Reserve. Danach besuchte er bis 1967 die Schauspielschule von Hildburg Frese in Hamburg.
Bereits 1965 feierte er sein Bühnendebüt am Thalia Theater und trat in der Folgezeit auch an anderen Theatern auf. So gehörte er von 1974 bis 1983 und seit 1996 wieder zum festen Ensemble des Ohnsorg-Theaters. Zwischenzeitlich war er als freier Schauspieler tätig. Der 1,67 Meter große Scheiblich war darüber hinaus auch ständiger Gast im Fernsehen, wo er u. a. über 15 Jahre lang die Rolle des Dorfpolizisten Heitmann in der Fernsehserie Der Landarzt im ZDF verkörperte.
Scheiblich starb am ersten Weihnachtstag 2010 im Alter von 68 Jahren nach schwerer Krankheit in Hamburg. Seine letzte Ruhe fand er auf dem Waldfriedhof Volksdorf.

## Filmografie (Auswahl)
- 1968: Landarzt Dr. Brock (Fernsehserie, Folge: Das Karussell)
- 1974: Motiv Liebe – Die große Illusion
- 1981: St. Pauli-Landungsbrücken (Fernsehserie, eine Folge)
- 1985: Die Schwarzwaldklinik (Fernsehserie, Folge: Die Wunderquelle)
- 1994: Großstadtrevier (Fernsehserie, eine Folge)
- 1996: Die Ohnsorgs (Fernsehserie)
- 1987–2004: Der Landarzt (Fernsehserie, 103 Folgen)
- 2004: Das Geld liegt auf der Bank (Fernsehfilm)
- 2007: Die Rettungsflieger (Fernsehserie, eine Folge)